# 拉格罗莱迪热尔
拉格罗莱迪热尔（法語：Lagraulet-du-Gers，法語發音：[laɡʁolɛ dy ʒɛʁ(s)]）是法国热尔省的一个市镇，属于孔东区。

## 地理
拉格罗莱迪热尔（43°54'12"N, 0°12'45"E）面积27.22 平方千米，位于法国奧克西塔尼大區热尔省，该省份为法国西南部内陆省份，北起顺时针与洛特-加龙省、塔恩-加龙省、上加龙省、上比利牛斯省、大西洋比利牛斯省和朗德省接壤。
与拉格罗莱迪热尔接壤的市镇（或旧市镇、城区）包括：卡兹讷沃、库朗桑、埃欧兹、贡德兰、洛拉厄、蒙雷阿勒。
拉格罗莱迪热尔的时区为UTC+01:00、UTC+02:00（夏令时）。

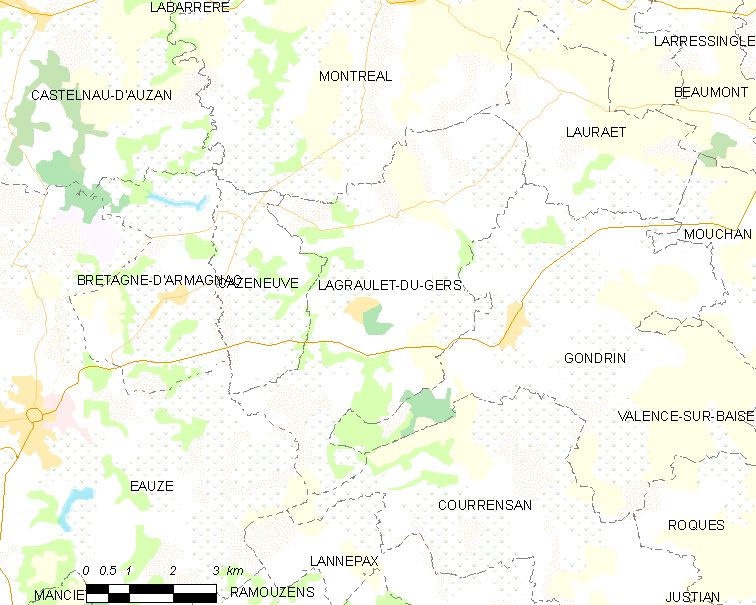
拉格罗莱迪热尔的OSM定位图

## 行政
拉格罗莱迪热尔的邮政编码为32330，INSEE市镇编码为32180。

## 政治
拉格罗莱迪热尔所属的省级选区为阿马尼亚克-泰纳雷兹县。

## 人口

1962-2008年间拉格罗莱迪热尔人口变化图示

拉格罗莱迪热尔于2022年1月1日时的人口数量为559人。